# 约瑟夫·帕维尔

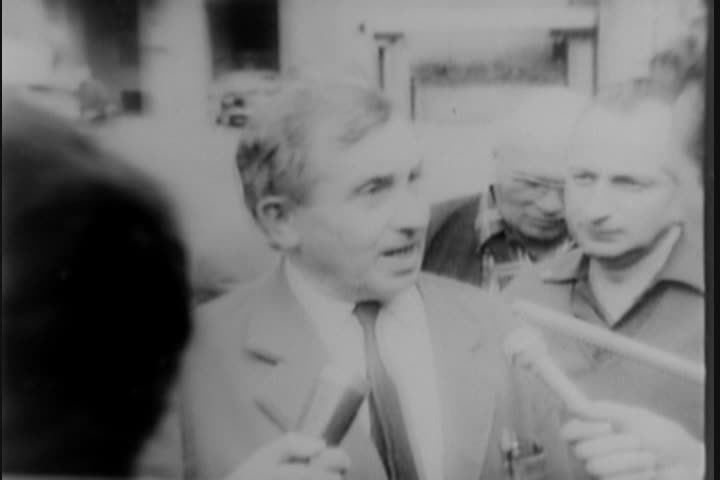
Josef Pavel

约瑟夫·帕维尔（捷克語：Josef Pavel，1908年9月18日—1973年4月9日），是捷克斯洛伐克的政治家，参加过西班牙内战，二战后担任过内政部副部长，1953年被国内“斯大林派”以“西方间谍”罪名遭判刑25年。1955年获释平反，之后曾在欧德里希·切尔尼克担任总理时期出任内政部长。